# Mayo-Banyo-Bariki
Mayo-Banyo-Bariki ou Mayo-Banyo-Banigui est un village de la commune de Banyo situé dans la région de l'Adamaoua et le département du Mayo-Banyo au Cameroun.

## Population
En 1967, Mayo-Banyo-Bariki comptait 360 habitants, principalement Foulbe.
Lors du recensement de 2005, 290 personnes y ont été dénombrées.